# Ewald Schmid
Ewald Schmid (* 22. April 1956 in Stuttgart) ist ein ehemaliger deutscher Fußballspieler und ‑trainer.

## Sportlicher Werdegang
Schmid spielte in der Jugend beim VfB Stuttgart, für dessen Amateurmannschaft er erste Schritte im Erwachsenbereich machte. 1975 wechselte er zu SpVgg Renningen, mit der er in der 1. Amateurliga Nordwürttemberg als dritthöchster Spielklasse antrat. 1977 ging er zum Zweitligisten FV 04 Würzburg, wo er sich unter Neutrainer Rudolf Kröner über weite Strecken der Spielzeit 1977/78 an der Seite von Spielern wie Hans-Otto Hiestermann, Helmut Eckstein, Horst Hayer, Heribert Müller und Tromann Siegfried Scherzer in der Startformation festspielte. Nach andetrhalb Jahren in der Südstaffel der 2. Bundesliga wechselte er im Januar 1979 zum VfL Osnabrück in die Nordstaffel, der neben ihm Wolfgang Berg, Ulrich Büscher und Detlef Schnier als Verstärkung im Abstiegskampf holte. Unter Trainer Radoslav Momirski war er ebenfalls zunächst Stammspieler, ehe er im Frühjahr auf die Ersatzbank rückte. Am Ende der Spielzeit 1978/79 profitierte er mit dem Klub auf dem drittletzten Tabellenplatz liegend von den Lizenzentzügen für Westfalia Herne und den FC St. Pauli und schaffte am grünen Tisch den Klassenerhalt. Im Sommer 1979 wurde Gerd Bohnsack neuer Cheftrainer bei den Violetten, anschließend stand Schmid wieder regelmäßig in der Startformation.
Ende November 1979 wurde Schmid beim VfL Osnabrück aussortiert. Im Januar 1980 wechselte er daraufhin innerhalb der Liga zum OSV Hannover. Beim Aufsteiger trug er mit vier Saisontoren in 17 Spieleinsätzen zum Erreichen des zwölften Tabellenplatzes bei. Auch in der Spielzeit 1980/81 war er mit 36 Saisonspielen Stammkraft, als Tabellenschlusslicht verpasste der Klub jedoch die Qualifikation für die eingleisige 2. Bundesliga deutlich. Anschließend kehrte Schmid nach Süddeutschland zurück, wo er für den SC Pfullendorf auflief. Mit dem Klub gelang ihm 1982 der Aufstieg in die Oberliga Baden-Württemberg, wo er bis 1984 spielte.
Schmid war später Trainer im württembergischen Amateurfußball. Dabei trainierte er unter anderem zwischen 1994 und 1999 den FC Wangen 05, ehe er zum Oberligisten FC Singen 04 wechselte. Dort wurde er im Herbst des Jahres freigestellt, als der Klub sich nach Beginn der Spielzeit 1999/2000 am Tabellenende wiederfand. 2001 wurde er Trainer beim seinerzeitigen österreichischen Drittligisten SCR Altach, im Dezember 2002 erfolgte die vorzeitige Trennung. Später war er Stützpunkttrainer beim DFB, 2019 wurde er Jugendkoordinator beim SC Markdorf.